# Laski (powiat białogardzki)
Laski (niem. Latzig) – wieś sołecka w Polsce położona w województwie zachodniopomorskim, w powiecie białogardzkim, w gminie Białogard. W latach 1975–1998 wieś należała do województwa koszalińskiego. W roku 2007 wieś liczyła 157 mieszkańców.
Wieś wchodząca w skład sołectwa: Stanomino.

## Geografia
Wieś leży ok. 8 km na północny wschód od Białogardu, przy drodze ze Stanomina do Byszyna, w pagórkowatym terenie, na lekkim wyniesieniu. Założenie dworsko - parkowo - folwarczne zajmuje północną część wsi. Od południa graniczy z gospodarstwami indywidualnymi, z pozostałych trzech stron otoczona polami uprawnymi. Na założenie składa się park, nieistniejący dwór i podwórze folwarczne. W okolicy liczne torfowiska niskie, naturalne źródło rzeki Topiel.

## Historia
Laski w 1523 roku wymieniane były jako lenno niejakiej rodziny Knuth. W 1543 r. książę Barnim XI potwierdza prawa lenne dla Hansa Knuthe i jego żony Margarethe. Około 1575 r. Laski wymienia się jako lenno rodziny Podewils. W 1628 r. są własnością spadkobierców Heinricha Podewilsa.
Na początku XVIII wieku we wsi istnieją dwa majątki. Pierwszy znany pod nazwą Bubben-Gut należy do Andreasa Joachima von Kleista, który sprzedaje swój majątek w 1730 roku kapitanowi Carlowi Christianowi von Brockhausen. Dalszym właścicielem tego majątku zostaje nie jaki Graskrügera. Drugi majątek pod nazwą Blankenburgsche-Gut należał najpierw do kapitana von Podewils. Dalej właścicielem był J. von Kameke, a od 1739 r. Friedrich von Dreger, a kolejnymi właścicielami była rodzina Messerschmidt. W 1758 r. zmarła wdowa Graskruger i wdowa Rathin Messerschmidt stała się właścicielką obu majątków w Laskach, które w 1758 roku przekazała swemu synowi kwatermistrzowi regimentu Franzowi Wilhelmowi Messerschmidtowi. Oprócz tych dwóch majątków w XVIII wieku wymieniany jest trzeci majątek pod nazwą Strauen - Gut, najpierw jest lennem Podewilsów, a od 1721 właścicielem jest Carl von Kameke, od 1754 r. Anton Julius von Kameke. W latach 1773–1779 wszystkie trzy majątki były własnością Otto Christopha von Schurffa. W 1779 r. trzeci majątek został rozparcelowany. W 1804 r. właścicielem dwóch pierwszych majątków był radny Trybunału Najwyższego Schroder z Berlina. Od 1814 r. wymieniany jest jeden majątek jako własność rodziny Schmieden. W połowie XIX wieku należą do majątku w Laskach dwa folwarki położone na południe od wsi. Usytuowane w nich były owczarnie i leśniczówka. W roku 1867 wieś zamieszkiwało 215 osób, w 1939 było ich 219. W majątku na szeroką skalę stosowany był płodozmian. Ostatnia właścicielką majątku była Katharina Russel, córka Paula Schmiedena, która zmarła 3 marca 1945 r., kiedy do majątku weszła Armia Czerwona.

## Zabytki
Do wojewódzkiego rejestru zabytków wpisany jest:
- park dworski z XIX wieku[3][4], nr rej. 1040 z 24 czerwca 1978 r. Park w stylu krajobrazowym, na rzucie nieregularnego czworoboku o pow. 2,00 ha, drzewostan składa się z buków, lip, jesionów, klonów, świerków, buków czerwonolistnych, jodeł pospolitych. Prócz tego rosną robinie akacjowe, cis, aleja kasztanowców i żywotniki. Drzewa te są pozostałością po istniejącym w tym miejscu niegdyś lesie mieszanym. Wiek drzewostanu można określić na 100–120 lat, a niektórych drzew 160–170 lat. Od zachodu i północy park sąsiaduje z polami uprawnymi, a od wschodu z podwórzem folwarcznym. Wokół dworu rozciągała się rozległa polana, która jest częściowo zarośnięta i zastawiona szopami. Rośnie na niej lipa szerokolistna. Z polany prowadzą promieniście aleje spacerowe w głąb parku. Dawny układ dróg został zatarty. W północnej części parku znajdował się zespół trzech stawów połączonych strumykiem. Obecnie dwa są zamulone, a trzeci jest zbiornikiem przeciwpożarowym

zabytki nieistniejące
- dwór, który znajdował się niegdyś został zniszczony w 1945 r. Był to obiekt parterowy, z symetrycznie umieszczonym ryzalitem i wystawką od frontu, założony na rzucie prostokąta, przykryty dachem dwuspadowym. Okna w ryzalicie zamknięte były pełnymi łukami. Usytuowany był na polanie we wschodniej części parku, frontem zwrócony na wschód w stronę niewielkiego podjazdu i podwórza folwarcznego. Elewacją tylną obrócony w stronę parku na zachód. Dwór stał na osi symetrii założenia. Oś przebiegała z zachodu na wschód z lekki odchyleniem w kierunku północnym, przez polanę dworską, podjazd i podwórze folwarczne. Na fundamentach dworu stoi nowy budynek mieszkalny z 1965 roku. W jego ścianach widoczne stare elementy ze ścian dworu: ślady pilastrów, od podwórza po obu stronach osi założenia ceglane murki.

## Przyroda
Przy drodze do Stanomina i w przeciwnym kierunku do Gruszewa, po jej obu stronach rośnie grupa drzew objętych ochroną w wieku od 300 do 500 lat: 15 dębów o obw. 300–561 cm oraz 20 buków o obw. 200–510 cm.

## Turystyka
Przez Laski prowadzi lokalny, turystyczny szlak rowerowy: Szlak krajobrazy i parki Gminy Białogard.
Na południe od wsi leży Lipia Góra o wys. 79,8 m n.p.m.
20 m na wschód od wsi znajduje się punkt widokowy z rozległą panoramą północnej części Wysoczyzny Łobeskiej.

## Komunikacja
W miejscowości istnieje przystanek komunikacji autobusowej.